# La pantomima della morte
La pantomima della morte è un film del 1915 diretto da Mario Caserini.

## Trama
Sarah, l'amazzone intrepida, è un'artista circense di grande fascino. Nelle sue reti, cade il giovane Gualtiero, figlio della marchesa Servent, a Roma per completare gli studi.
Per riportarlo a casa, arriva il fratello Roberto, viveur e uomo di mondo che conosce casualmente Sarah e passa con lei la serata, senza sapere che la donna è l'amante di Gualtiero. Il quale li sorprende e fa loro una scenata. La madre riuscirà a convincerlo, però, a ritornare a casa.
Roberto, rimasto a Roma, comincia a frequentare Sarah, innamorandosi di lei e partendo in tournée con il circo. Trascurato dalla donna, giunge a sfidare un rivale a duello e resta ferito gravemente. Sarah si reca in ospedale con un codazzo di ammiratori: Roberto, cercando di alzarsi, riapre la ferita e muore dissanguato.
Per vendicarlo, Gualtiero una sera si sostituisce all'assistente di Sarah nel numero che i due fanno insieme e che consiste nello spararle durante una caccia alle belve e intitolata "La pantomima della morte": il colpo che parte non è a salve e Sarah rimane colpita a morte davanti al pubblico che non si rende conto della tragedia che si è svolta davanti ai suoi occhi, applaudendo freneticamente.